# منصوروو (شهرستان اوچالینسکی، باشقیرستان)
منصوروو (انگلیسی: Mansurovo, Uchalinsky District, Republic of Bashkortostan) یک شهرک در شهرستان اوچالینسکی استان باشقیرستان کشور روسیه است.